# Edgar Schmidt, Dresden-Budapest
Edgar Schmidt, Dresden-Budapest, ungarisch: Edgar Schmidt, Drezda-Budapest, war ein Unternehmen zum Vertrieb von Buchdruckereiartikeln, insbesondere von Ansichts- und Kunstpostkarten aus eigener Herstellung, das sowohl im Deutschen Reich in Dresden als auch in Österreich-Ungarn einen Firmensitz hatte.

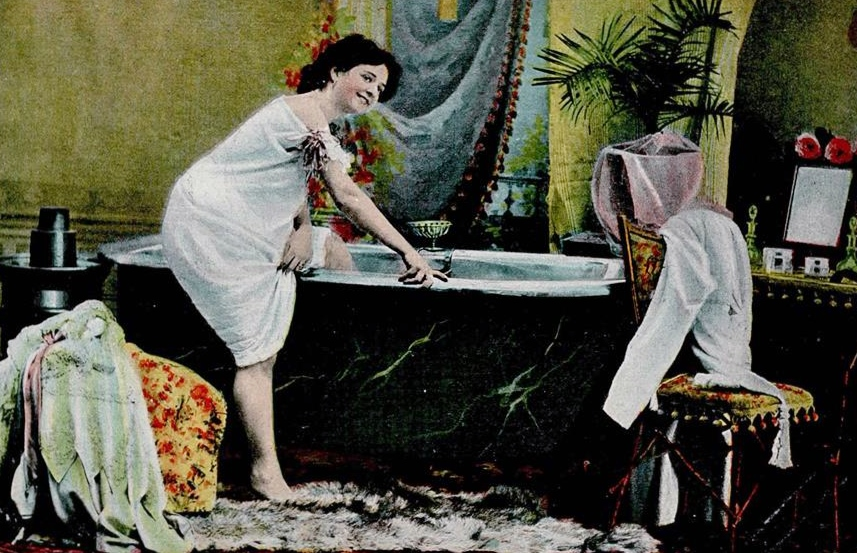
Beispiel einer Kitschpostkarte von Edgar Schmidt, Dresden-Budapest, 1905

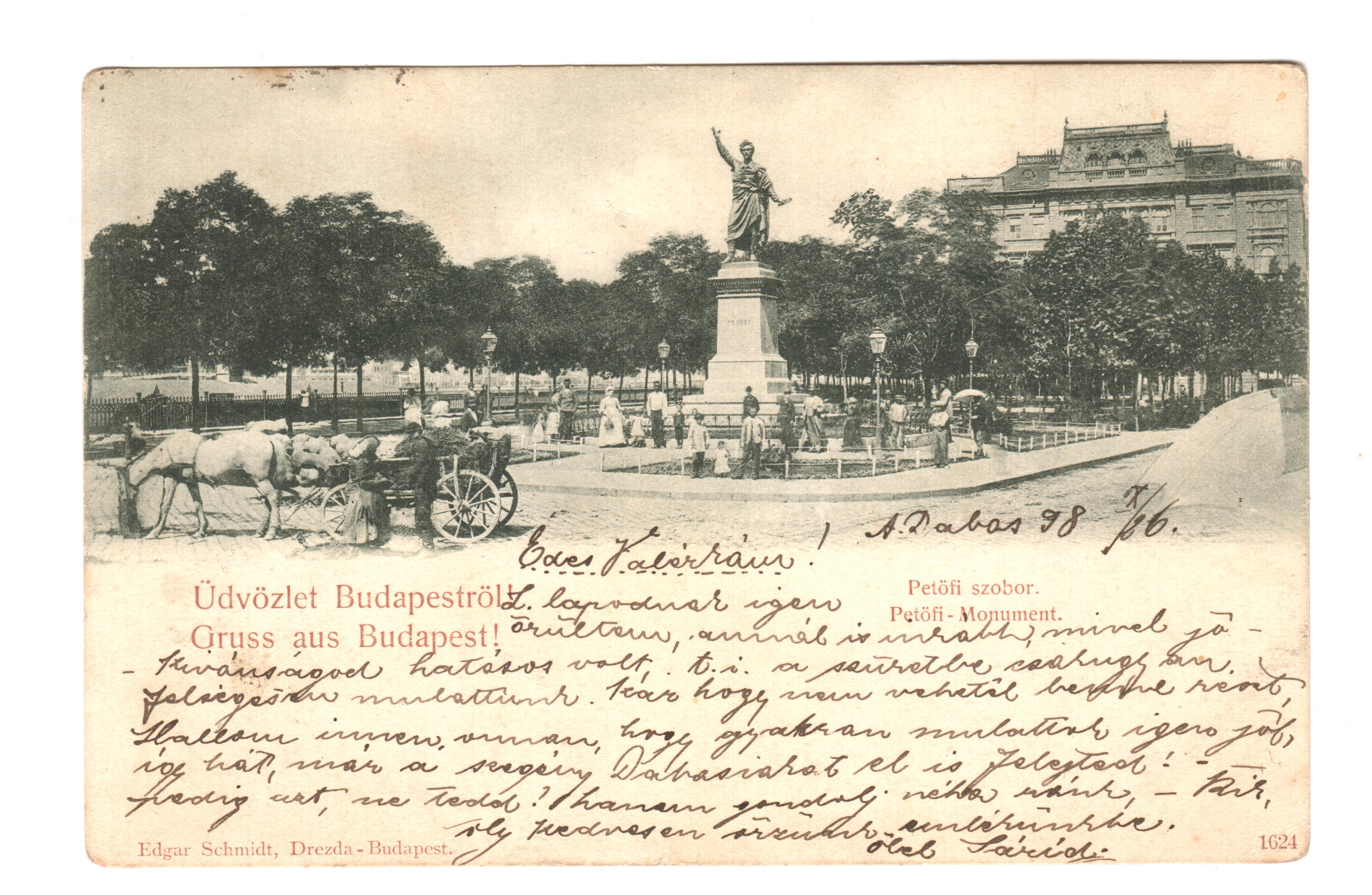
Beispiel einer Ansichtskarte aus Ungarn, 1898

## Geschichte
Die Geschichte des Unternehmens ist bislang wenig erforscht. Der Gründer und Besitzer der Firma war der Kaufmann Edgar Schmidt, der auch zahlreiche Fotografien für den Vertrieb als Ansichtspostkarten anfertigte. Spätestens im Januar 1897 ist seine Firma nachweisbar, die ihr Ladengeschäft zunächst in der Dresdner Altstadt auf der Schloßstraße 28 hatte und nach der Jahrhundertwende in die Marschallstraße 12–14 wechselte. Das spätere Ladengeschäft in Budapest hatte seinen Sitz in der Térez-koerut 5.
Zu Beginn des 20. Jahrhunderts befand sich die Firma bereits in der Hand von Karl Köhler, der diese 1906 an den englischen Unternehmer Bernhard Fell in London verkaufte. Das bedeutete das Ende der Firma, die im folgenden Jahr aufgelöst wurde. Der Versuch der Neuetablierung des Nachfolgeunternehmens Postkarte GmbH war nicht erfolgreich. Edgar Schmidt versuchte den Verlag um 1913 in Dresden in der Carlowitzstraße 29 zu reaktivieren.
Die vom Verlag herausgegebenen Bildpostkarten zeigen hauptsächlich Motive aus Dresden und Umgebung sowie der Sächsischen Schweiz, dem Erzgebirge und den Seebädern an der Ostsee. Daneben wurden eine große Vielzahl und Serien von Kunst- und Kitschpostkarten verlegt, von denen viele im Jugendstil gestaltet waren.
Um 1906 wurde der Verlag zu den bedeutendsten Vertreibern von Post- und Ansichtskarten im Deutschen Reich gezählt.